# Margarinotus periphaerus
Margarinotus periphaerus är en skalbaggsart som beskrevs av Miłosz A. Mazur 2003. Margarinotus periphaerus ingår i släktet Margarinotus och familjen stumpbaggar. Inga underarter finns listade i Catalogue of Life.